# Баклі (Іллінойс)
Баклі (англ. Buckley) — селище (англ. village) в США, в окрузі Іроквай штату Іллінойс. Населення — 495 осіб (2020).

## Географія
Баклі розташоване за координатами 40°35′52″ пн. ш. 88°2′15″ зх. д. / 40.59778° пн. ш. 88.03750° зх. д. (40.597661, -88.037451).  За даними Бюро перепису населення США в 2010 році селище мало площу 0,89 км², з яких 0,87 км² — суходіл та 0,01 км² — водойми.

## Демографія
Згідно з переписом 2010 року, у селищі мешкало 600 осіб у 247 домогосподарствах у складі 172 родин. Густота населення становила 675 осіб/км².  Було 275 помешкань (309/км²).
Расовий склад населення:
| - 98,7 % — білих - 0,2 % — корінних американців |

До двох чи більше рас належало 1,2 %. Частка іспаномовних становила 3,2 % від усіх жителів.
За віковим діапазоном населення розподілялося таким чином: 26,2 % — особи молодші 18 років, 52,8 % — особи у віці 18—64 років, 21,0 % — особи у віці 65 років та старші. Медіана віку мешканця становила 41,6 року. На 100 осіб жіночої статі у селищі припадало 96,1 чоловіків;  на 100 жінок у віці від 18 років та старших — 91,8 чоловіків також старших 18 років.
Середній дохід на одне домашнє господарство  становив 54 426 доларів США (медіана — 41 563), а середній дохід на одну сім'ю — 65 602 долари (медіана — 58 750). За межею бідності перебувало 9,9 % осіб, у тому числі 15,0 % дітей у віці до 18 років та 4,1 % осіб у віці 65 років та старших.
Цивільне працевлаштоване населення становило 274 особи. Основні галузі зайнятості: освіта, охорона здоров'я та соціальна допомога — 20,4 %, виробництво — 19,7 %, роздрібна торгівля — 13,9 %, будівництво — 12,4 %.